# Abelisaurus

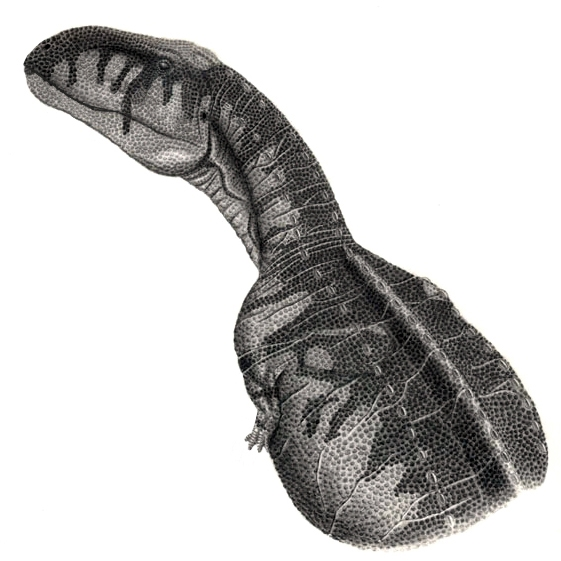
Künstlerische Lebenddarstellung von Abelisaurus.

 Abelisaurus  ist eine Gattung theropoder Dinosaurier aus der Gruppe der Ceratosauria. Dieser große, zweibeinig laufende Fleischfresser ist lediglich durch einen unvollständigen Schädel bekannt, der aus der Oberkreide (frühes bis mittleres Campanium) Argentiniens stammt. Abelisaurus ist der namensgebende Vertreter der Abelisauridae und der Abelisauroidea. Die Gattung wurde 1985 von José Fernando Bonaparte und Fernando Novas mit der bisher einzigen Art Abelisaurus comahuensis erstmals wissenschaftlich beschrieben.
Der Name Abelisaurus („Abels Echse“) ehrt Roberto Abel, Direktor des Museo de Cipolleti und Entdecker des Fossils. Der zweite Teil des Artnamens, comahuensis, weist auf die Region Comahue, aus der das Fossil stammt.

## Merkmale
Abelisaurus wird auf eine Körperlänge von 6,5 bis 10 m, eine Hüfthöhe von 2 m und ein Gewicht von etwa 1,4 bis 4 Tonnen geschätzt.
Der gefundene Schädel wird auf eine maximale Länge von 85 cm rekonstruiert. Er war hoch und schmal, die Schädelfenster waren groß. Die Schädeldecke war abgeflacht, wobei insbesondere das paarige Nasenbein an der Oberfläche auffällige Unebenheiten einschließlich kleiner spitz zulaufender Vorsprünge aufwies.

## Systematik
Bonaparte und Novas (1985) beschrieben Abelisaurus anfangs als einen Vertreter der Carnosauria; in dieser Gruppe wurden früher nahezu alle Großtheropoden zusammengefasst. Um den deutlichen Unterschieden Rechnung zu tragen, die Abelisaurus im Vergleich mit anderen damals bekannten Theropoden auszeichnet, stellten diese Forscher eine neue Familie innerhalb der Carnosauria auf, die Abelisauridae, die anfangs Abelisaurus als einzigen Vertreter enthielt. Heute werden die Abelisauridae nicht innerhalb der Carnosauria, sondern innerhalb der Ceratosauria klassifiziert, einer basalen (ursprünglichen) Gruppe von Theropoden.
Innerhalb der Ceratosauria werden die Abelisauridae zusammen mit den Noasauridae zur Gruppe Abelisauroidea zusammengefasst. Innerhalb der Abelisauridae wird Abelisaurus häufig als basaler Vertreter angesehen, da das abgeflachte Schädeldach für ursprünglichere Gattungen typisch ist (plesiomorphes Merkmal). Carrano und Sampson (2008) bemerken jedoch, dass auch andere Abelisauriden wie Indosuchus ein abgeflachtes Schädeldach aufweisen, und dass die Verwandtschaftsbeziehungen von Abelisaurus innerhalb der Abelisauridae neu untersucht werden müssen.

## Fund
Der Schädel (Holotyp, Exemplarnummer 11908) wurde 1983 von Roberto Abel am Lago Pellegrini in der argentinischen Provinz Rio Negro entdeckt. Er stammt aus der Anacleto-Formation, einem Schichtglied der Neuquén-Gruppe. Der Schädel ist zum Großteil erhalten; es fehlen der rechte Oberkiefer (Maxillare), das Jochbein (Jugale), das Quadratojugale, das Schuppenbein (Os squamosum) sowie der Großteil des Gaumens.